# Kučiai

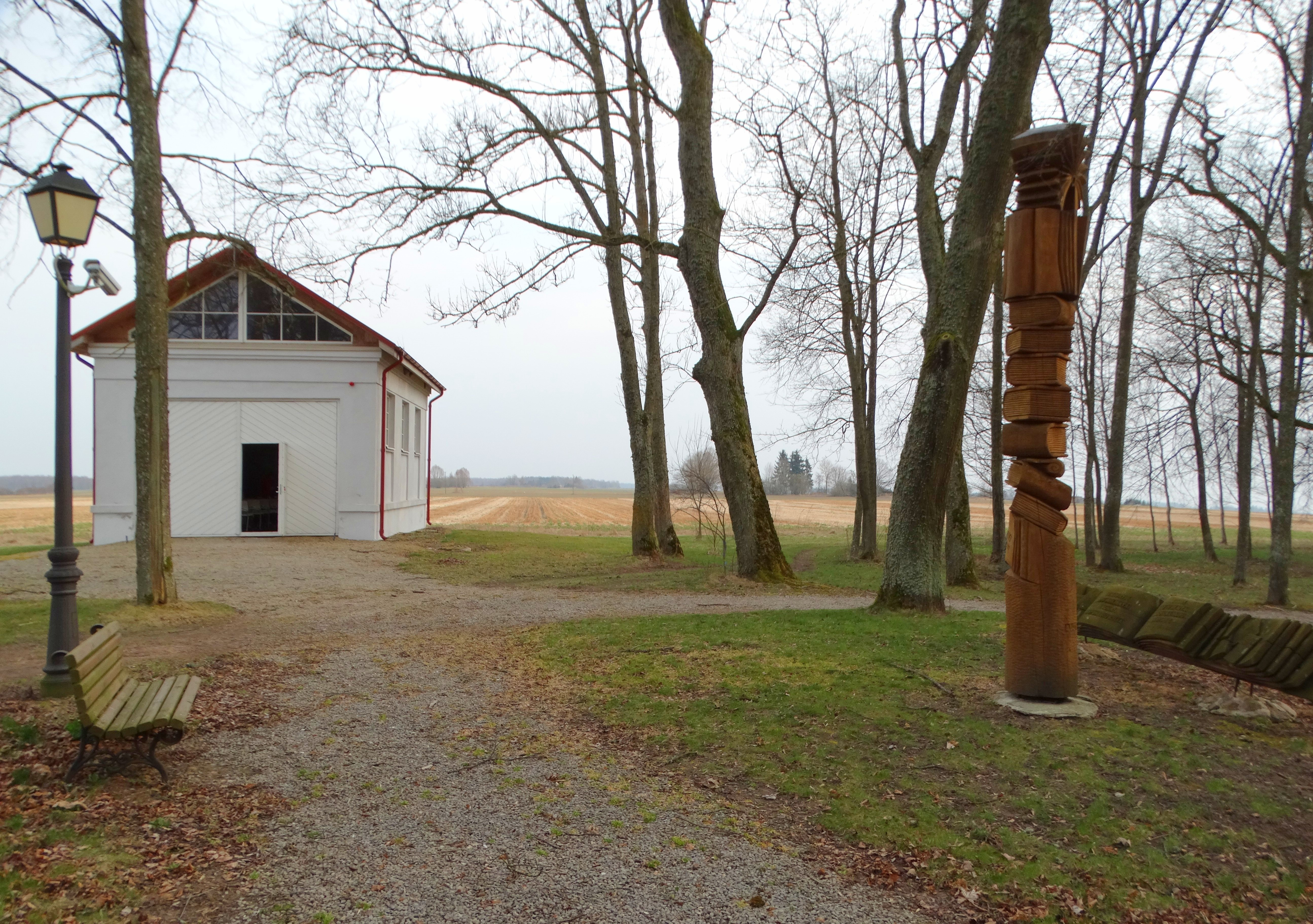
Kaplica w Bystrampolu, 2015

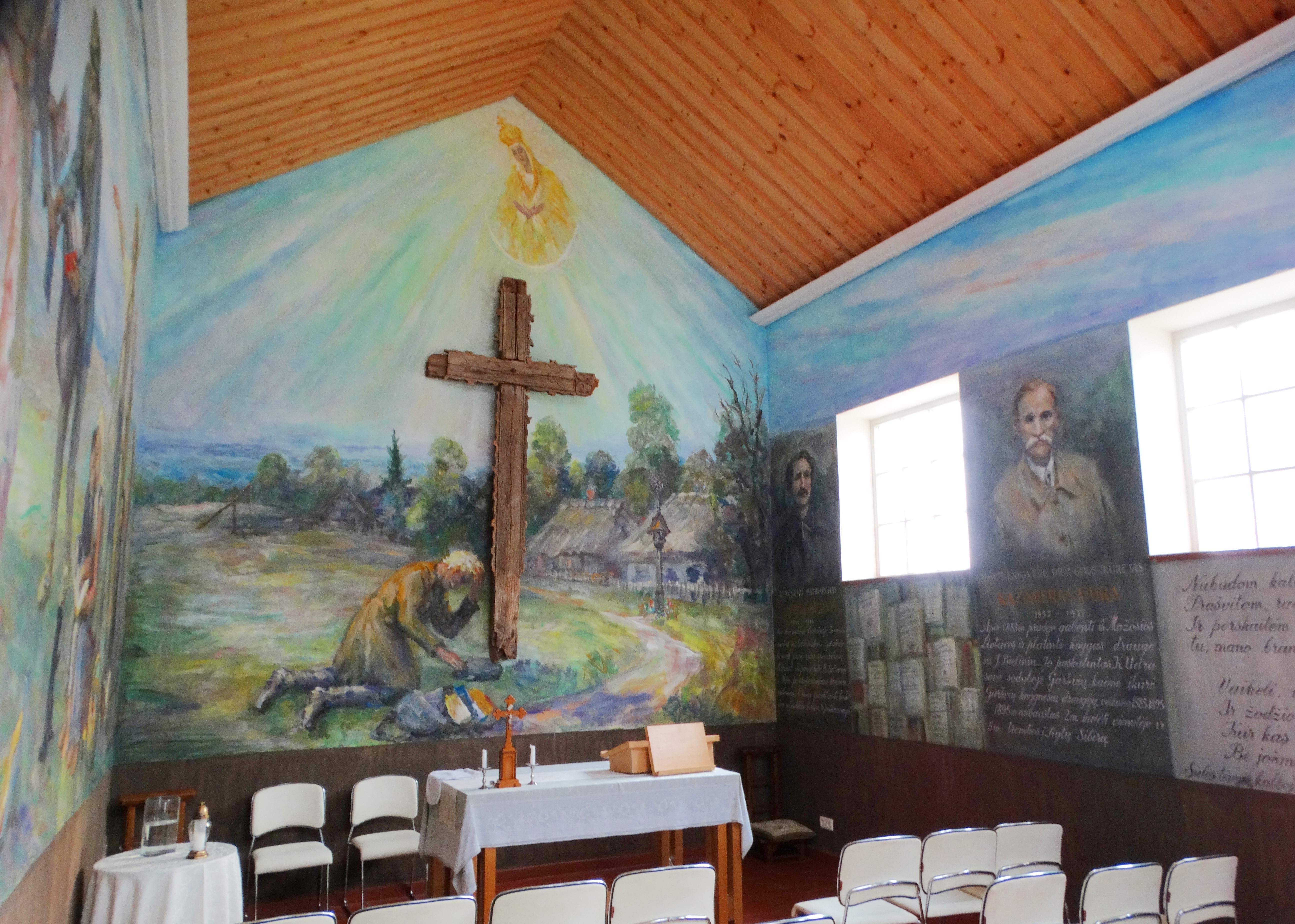
Wnętrze kaplicy, 2015

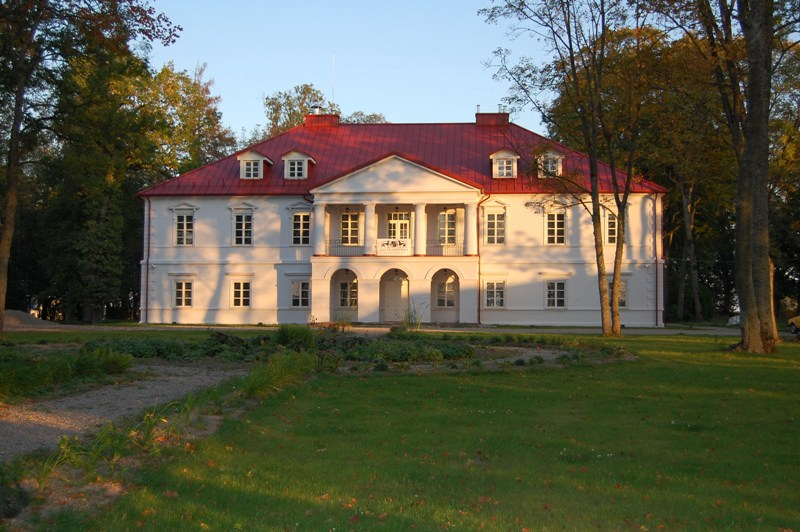
Pałac w Bystrampolu (2009)

Kučiai (lit. Kučiai, hist. Kucze) – wieś na Litwie położona w rejonie poniewieskim okręgu poniewieskiego, 14 km na południe od Poniewieża. Na terenie wsi znajduje się pałac Bystrampol.

## Historia
Kucze w przeszłości należały do majątku Bystrampol, który przed połową XVIII wieku nazywał się Borkłojnie. Dobra te należały w XVII wieku do rodziny Gruździów, od których w latach 1695 i 1701 nabył je Jan Ewald Bystram (ur. ok. 1640), cześnik inflancki, po którym część majątku, gdzie leżały Kucze, odziedziczył jego syn Aleksander (ur. ok. 1690), a następnie syn Aleksandra Andrzej (ur. ok. 1720), też cześnik inflancki. Dobra te przeszły później na synów Andrzeja: Dominika (ur. ok. 1750, chorążego, generała wojsk litewskich, deputata na trybunał) i Kazimierza (ur. ok. 1760, szambelana, podkomorzego szawelskiego), którzy zmarli bezpotomnie. Wcześniej, w 1796 roku Dominik zrzekł się swego majątku na rzecz Kazimierza, wtedy już majątek nazywał się Bystrampol (od nazwiska właścicieli). Po śmierci braci cały majątek skupił w swoich rękach Karol Bystram (1776–1853, sędzia graniczny upicki), prawnuk Jana Ewalda, spadkobierca również innych dóbr po nim. Kolejnym właścicielem tych dóbr był jego jedyny syn z małżeństwa z Franciszką Anną Monwid-Białozor (1789–1829), Karol junior (1819–1887, marszałek szlachty powiatu poniewieskiego) ożeniony w 1838 roku z Zofią Mineykówną, która wniosła mu w posagu ponadto Upitę, Stulciszki i kilka mniejszych folwarków, co w sumie tworzyło majątek o powierzchni około 6500 hektarów.
W pobliżu Bystrampola, w dniu 30 lipca 1863 roku doszło do bitwy powstańców Antoniego Mackiewicza z oddziałami carskimi. W bitwie brał udział Władysław Bystram (1839–1918), syn Karola juniora. Powstańcy również stacjonowali w pałacu Bystramów. Za udział Władysława w powstaniu styczniowym Karol został w 1863 roku uwięziony przez władze carskie, a wszystkie jego majątki zostały objęte sekwestrem. Po kilku latach Bystramowie odzyskali swoją własność, którą po śmierci Karola odziedziczył Władysław. Podzielił on majątek między swoich 4 synów. Bystrampol odziedziczył najmłodszy z nich Tadeusz (1886–1935). W 1900 roku majątek liczył 3824 dziesięcin ziemi, a tym 872 dziesięciny lasu. Władze litewskie, w wyniku reformy rolnej w 1925 roku skonfiskowały lasy należące do majątku, a folwark rozparcelowano, pozostawiając jedynie 84 ha przy Bystrampolu. Do 1940 roku właścicielami Bystrampolu były małoletni synowie Tadeusza: Aleksander (1923–2001) i Eugeniusz (1929–1995), którzy w 1945 roku wyemigrowali na Zachód.
Po III rozbiorze Polski w 1795 roku Bystrampol i Kucze, wcześniej wchodzące w skład powiatu upickiego województwa trockiego Rzeczypospolitej znalazły się na terenie powiatu poniewieskiego (ujezdu) guberni kowieńskiej Imperium Rosyjskiego. W drugiej połowie XIX wieku należały do gminy Poniewież i parafii remigolskiej. Od 1920 roku Kucze i Bystrampol należą do Litwy, która w okresie 1940–1990, jako Litewska Socjalistyczna Republika Radziecka, wchodziła w skład ZSRR.
W 1959 roku Bystrampol liczył 22 mieszkańców. W 1968 roku wieś (lit. Bistrampolis) została przyłączona do wsi Kucze, która w 2001 roku liczyła łącznie 21 mieszkańców. 

## Kaplica w Bystrampolu
Na terenie wsi Kucze, w pobliżu pałacu stoi kaplica, która jest również muzeum powstania styczniowego. Została odrestaurowana w 2008 roku.

## Pałac w Bystrampolu
Baron Karol Bystram senior postanowił około 1845 roku wznieść na miejscu starego dworu reprezentacyjną, pańską rezydencję. Dom mieszkalny był gotowy w 1850 roku, budowę całej rezydencji i urządzanie parku kontynuował po jego śmierci w 1853 roku Karol junior, aż do 1863 roku. 
Jest to dwukondygnacyjny, dziewięcioosiowy, klasycystyczny dom wzniesiony na planie prostokąta, kryty wysokim, gładkim, początkowo gontowym, czterospadowym dachem. Trójosiowa część centralna została zaopatrzona od strony podjazdu w arkadowy ganek, na którym wznoszą się cztery kolumny dźwigające trójkątny fronton. Naroża domu są boniowane. W swej oryginalnej postaci pałac miał nieregularny układ wnętrz. Na parterze były pokoje administracyjne i gościnne, całe prawe skrzydło frontowe mieściło wielką salę recepcyjną. Natomiast na piętrze były: dwa salony, pokój jadalny, gabinet oraz biblioteka. Do 1914 roku pałac był bogato wyposażony. Meble w stylu klasycystycznym, empire oraz Ludwika Filipa. W bibliotece było wiele cennych pozycji, m.in. dokumenty zaopatrzone własnoręcznymi podpisami 5 królów polskich, akta ziemskie sięgające XVI wieku. Księgozbiór osiągnął liczbę 2000 tomów. Większość dzieł i dokumentów została zniszczona w 1919 roku.
Przy projektowaniu pałacu wykorzystano istniejącą już wcześniej wjazdową aleję lipową. Stworzono jednak trzyhektarowy ogród angielski. Po obu stronach gazonu wjazdowego stanęły spichlerz i stajnia koni wyjazdowych.
Majątek Bystrampol został opisany w 3. tomie Dziejów rezydencji na dawnych kresach Rzeczypospolitej Romana Aftanazego.

## Związki z Henrykiem Sienkiewiczem
Zofia Mineykówna była kuzynką Henryka Sienkiewicza (była siostrą dziadka żony pisarza). Sienkiewicz gościł wielokrotnie w rezydencji, w Bystrampolu zbierał materiały do swojej trylogii. Pisarz spędził tu lato, wtedy też poznał miejscową szlachtę i miejscowości, które uwiecznił później w trylogii – Laudę, Wodokty, Pacunele. 26 listopada 2016 roku, w setną rocznicę śmierci pisarza, na ścianie pałacu umieszczono dwujęzyczną tablicę upamiętniającą litewskie ścieżki Sienkiewicza.

## Losy pałacu po II wojnie światowej
Pałac przetrwał II wojnę światową, władze radzieckie przeznaczyły go na siedzibę szkoły technicznej: Poniewieskiego Technikum Hydrometrycznego, które działało tu w latach 1950–1994. Ukończyło go wiele osób znanych na Litwie, m.in.
- Leonas Apšega, polityk
- Alfonsas Bakšys, polityk
- Vladislovas Balkauskas, polityk
- Rimvydas Daukšas, polityk
- Romualdas Gailiūnas, polityk
- Jonas Kauneckas, biskup
- Ričardas Kranauskas, polityk
- Kazys Krisiūnas, polityk
- Danius Lygis, ekolog, polityk
- Valentinas Mačiulis, polityk
- Eugenijus Malinauskas, polityk
- Lionginas Alfredas Masaitis, polityk
- Bronislovas Matelis, dziennikarz, polityk
- Albertas Miškinis, działacz niepodległościowy
- Petras Naraškevičius, dziennikarz
- Petras Palilionis, poeta
- Klemensas Paulius, polityk
- Vladislavas Preidys, polityk
- Antanas Ragauskas, polityk
- Jurgis Staševičius, polityk
- Tautvilis Uža, inżynier, etnograf
- Danguolė Žiūkienė, polityk

Po odzyskaniu przez Litwę niepodległości pałac przekazano w 1997 roku katedrze Chrystusa Króla w Poniewieżu, a w 2003 roku został przejęty przez Centrum Integracji Młodzieżowej. Dzięki funduszom unijnym pałac wraz z otoczeniem został odrestaurowany. Nie zachowało się wyposażenie z czasów Bystramów, ale nabyto w antykwariatach zabytkowe meble i dzieła sztuki, przywołujące nastrój sprzed co najmniej stu lat. Organizowane są tam teraz plenery malarskie i rzeźbiarskie, koncerty i festiwale muzyczne. W pałacu jest też hotel, restauracja oraz ośrodek odnowy biologicznej.